# Procometis limitata
Procometis limitata is een vlinder uit de familie dominomotten (Autostichidae). De wetenschappelijke naam is voor het eerst geldig gepubliceerd in 1911 door Meyrick.
De soort komt voor in het Afrotropisch gebied.